# Hannibal von Visconti

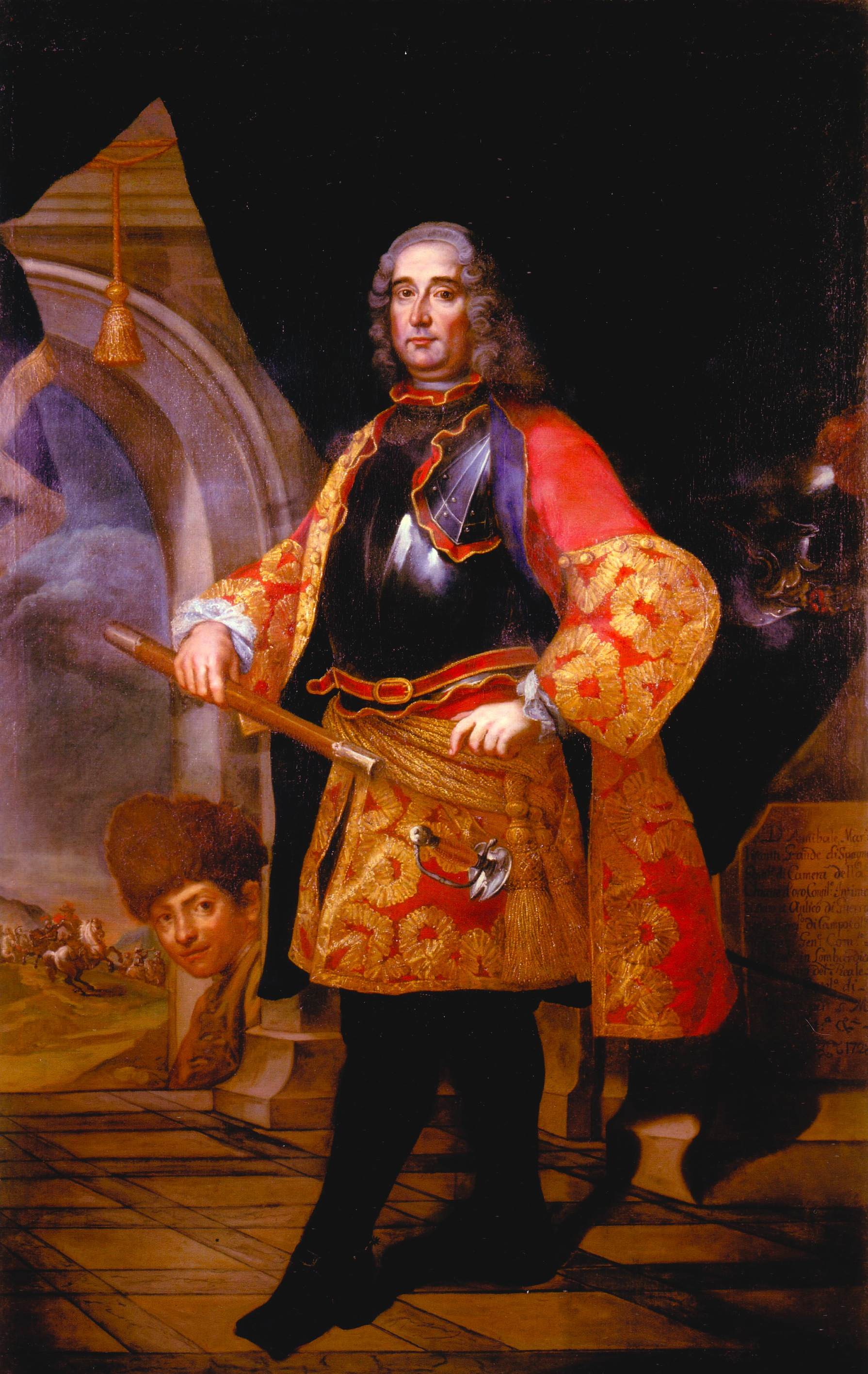
Hannibal von Visconti (1660–1747)

Marchese Hannibal von Visconti (ital.: Annibale, * 1. November 1660; † 6. März 1747 in Mailand), Herr von Brignano, war k. k. Feldmarschall.

## Herkunft
Der Marchese gehörte zur Linie der Visconti di Saliceto. Seine Eltern waren Alfonso Visconti (1622–1690) und dessen Ehefrau Fulvia Teresa Arnolfi.

## Leben
Er ging in jungen Jahren in spanische Dienste. Er diente unter Karl II. der seiner Zeit Herr in Herzogtum Mailand war. 1695 kämpfte er der Belagerung von Casale, im Jahr 1700 starb Karl II. Visconti wechselte in kaiserliche Dienste, wurde Inhaber des Kürassier-Regiments (Montecuculi) und am 27. Dezember 1700 Generalfeldwachtmeister, aber der Spanische Erbfolgekrieg begann. Er hatte 1702 den Oberbefehl in den Gefechten bei Vittoria (26. Juli 1702) und Crestello. Er konnte dabei die Franzosen nicht aufhalten, eins seiner Pferde wurde erschossen und er selbst verwundet. Am 15. August 1702 kämpfte er in der Schlacht bei Luzzara. Im Jahr 1703 marschierte er aus dem Mantuanischen zu dem Herzog von Savoyen und am 1. Mai 1704 wurde er zum Feldmarschall-Lieutenant ernannt. Anschließend konnte er am 1. Juli 1705 den spanischen General Don Fernando Toralba gefangen nehmen. Am 14. April 1706 wurde er General der Kavallerie und kämpfte bei Calcinato und dem Entsatz von Turin. Ludwig XIV. musste seine Pläne in Italien aufgeben. 1708 stand Visconti mit seinen Truppen in Ferrara, 1709 in Piemont und Savoyen. Der Kaiser Karl VI. ernannt ihn zum Hofkriegsrat und am 23. November 1711 zum Geheimen Rat. Im Jahr 1713 erhob ihn der Kaiser zum Generalintendanten aller Festungen im Herzogtum Mailand.
Nach dem Krieg wurde er am 3. Mai 1716 zum Feldmarschall befördert und als solcher Präsident des geheimen Rates in der Lombardei. Im Mai 1727 kam er als Gouverneur und Kastellan des königlichen Schlosses und Kastells nach Mailand. Als 1733 die Franzosen im Rahmen des Polnischen Thronfolgekrieges die Lombardei einfielen, errichten sie im Dezember 1733 Mailand und begannen mit der Belagerung. Nach 14-tägiger Verteidigung kapitulierte Visconti am 30. Dezember 1733 und konnte am 2. Januar mit allen Ehren abziehen. Nach dem Abzug der Franzosen wurde er im Dezember 1736 wieder als Gouverneur und Kastellan eingesetzt.

## Familie
Visconti heiratete Claudia Erba (* 15. November 1681; † Februar 1747), Witwe des Marquis Pompeo Litta. Das Paar hatte mehrere Kinder:
- Antonio Eugenio (* 16. Juli 1713; † 1788), Abt in S. Pietro all’Olmo[5]
- Alfonso († 1739)
- Alberto IX. marchese von Brignano (* 26. Oktober 1711; † 1778) ⚭ Antonia Leonora Vidoni
- Fulvia (* 9. Juni 1715; † 1777) ⚭ Anton Georg von Clerici  (* 4. November 1715; † 11. Juni 1768)